# Bullebak (beeld)
De Bullebak is een artistiek kunstwerk in Amsterdam-Centrum.
De naam voert terug op een monster dat kinderen het water in zou trekken en geeft naam aan twee bruggen, beide in de Marnixstraat. Aan het noordelijk eind ligt de Bullebak, over de uitloper van de Bloemgracht de Bullebakssluis. De bruggen worden regelmatig door elkaar gehaald. Aan de Bullebak werd tussen 2020 en 2023 gewerkt om dit versleten rijksmonument te vervangen door een nieuw gelijkend exemplaar. Dat werk leidde er al toe, dat er wederom een brugnaam werd gegeven, het Bullebakje, de noodbrug aan de oostkant van de brug. Er moest zowel grof als fijnzinnig gewerkt worden, dat laatste bleek uit het feit dat toen de brug opgeleverd was en bij het openen en sluiten een deel van de nieuwe tramrails beschadigd raakte en vervangen moest worden. De opening voor het andere verkeer kon wel in september 2023 plaatsvinden, waarna Bullebakje verdween. Daarop verscheen er aan de westkant van de brug de Bullebak van kunstenaar Martie van der Loo. Het is een gerecycled deel van de oude brug van gemetseld baksteen; ze had zelf om het materiaal gevraagd. Het staat op open kolom van drie gebogen grotendeels cortenstalen platen. De kunstenaar is woonachtig in een woonboot, die vanwege de werkzaamheden verplaatst moest worden en voert atelier in de Tweede Nassaustraat; liggend aan de overzijde van de Singelgracht. Van der Loo in Amsterdam al bekend vanwege haar Wandelend naar de Nieuwmarkt in het Amsterdam-Centrum en Trimmers in Amsterdam Nieuw West.